# 三星Galaxy Z Fold 6
三星Galaxy Z Fold 6（英語：Samsung Galaxy Z Fold 6）是一款由三星電子設計、生產、銷售和製造的可摺疊式智慧型手機，在2024年7月10日於法國巴黎舉行的Galaxy Unpacked與三星Galaxy Z Flip 6、三星Galaxy Watch 7、三星Galaxy Watch Ultra、三星Galaxy Buds3、三星Galaxy Buds3 Pro、三星Galaxy Ring一同發布，是Galaxy Z Fold 5的繼承產品。於2024年7月31日開始發售。另外在2024年10月21日發表其衍生產品——三星Galaxy Z Fold SE（Special Edition）採用較Z Fold 6更大的螢幕與更輕薄的機身，並配備 2 億像素的主鏡頭，僅於韓國市場發售。

## 設計與外形
三星Galaxy Z Fold 6與Galaxy Z Fold 5相比，螢幕和機身稜角較為方正，類似Galaxy S24 Ultra的外觀，鏡頭環採用同心圓設計，外螢幕和機背使用康寧大猩猩玻璃Victus2，而內螢幕為三星的超薄柔性玻璃。具有 IP48 防水防護等級，為具備防塵等級認證的可摺疊式智慧型手機之一，機身由Armor鋁合金製成，並未使用如同Galaxy S24 Ultra的鈦合金機身。
三星Galaxy Z Fold 6共有曜星銀、鹽湖粉、海谷藍、鋼岩黑、霓月白等5種顏色可供選擇，其中鋼岩黑、霓月白為線上商城限定色，鋼岩黑配色採用碳纖維樣式的設計。
| 顏色 | 名稱   |
| ---- | ------ |
|      | 曜星銀 |
|      | 鹽湖粉 |
|      | 海谷藍 |
|      | 鋼岩黑 |
|      | 霓月白 |

### Flex Mode
Flex Mode（靈活模式）是三星Galaxy Z Fold 6所提供的一項功能，當裝置部分摺疊（通常介於75至115度之間）時，會自動啟用分割畫面，讓螢幕上下可顯示不同的應用內容或控制介面，提升多工處理效率。

在此模式下，支援的應用程式會在螢幕上半部顯示內容，下半部則提供互動控制。例如在 YouTube、三星筆記 等應用中，上半螢幕可顯示影片或通話畫面，下半螢幕則提供播放控制、編輯功能或虛擬觸控板介面。靈活模式透過部分摺疊實現應用介面的區域劃分，允許使用者在不同螢幕區域同時進行操作。

## 規格

### 硬體
三星Galaxy Z Fold 6使用高通Snapdragon 8 Gen 3 for Galaxy 處理器，外螢幕為6.3吋，內螢幕為7.6吋，皆為 Dynamic AMOLED 2X，支援120Hz更新率，亮度最高可達2600 尼特，並支援S Pen Pro和S Pen Fold Edition。Galaxy Z Fold SE 的螢幕為6.5吋（外）與 8吋（內），不支援 S Pen，其餘規格與 Z Fold 6 相近。

### 容量
三星Galaxy Z Fold 6具有12GB的隨機存取記憶體，以及256GB、512GB或1TB的儲存空間，不支援micro-SD卡擴充容量。Galaxy Z Fold SE則為16GB的隨機存取記憶體，以及512GB的儲存容量。

### 電池
三星Galaxy Z Fold 6和Z Fold SE具有4400mAh的鋰離子聚合物電池，採用雙電池模組設計。有線充電最高為25W，而無線充電最高為15 W，也支援利用自身電量為其他裝置進行4.5W的反向充電。

### 相機
三星Galaxy Z Fold 6配備3個後置鏡頭，分別為5000 萬像素ISOCELL GN3的廣角鏡頭、1200萬像素ISOCELL 3LU的超廣角鏡頭(不同於Z Fold 5 使用索尼Imx258)和1000萬像素ISOCELL 3K1的長焦鏡頭。外螢幕具有1000萬像素的挖孔鏡頭，而內螢幕則是400萬像素的螢幕下鏡頭。Galaxy Z Fold SE配備2億像素的廣角鏡頭，並在超廣角鏡頭方面支援微距功能，其餘規格與Z Fold 6相近。

## 軟體
三星Galaxy Z Fold 6和Z Fold SE預載基於Android 14的One UI 6.1.1，且有針對摺疊機優化和更多新的Galaxy AI功能。
截至2025年4月，這兩款裝置已可升級至基於Android 15的One UI 7。

### Galaxy AI
Galaxy AI 是整合於三星軟體生態系統中的一系列人工智慧功能，應用於生產力、溝通、攝影及創意等領域，支援部分Galaxy裝置。
下列僅為部分 Galaxy AI 功能，完整功能列表請參見主條目：Galaxy AI。
- 笔记智慧助理（英语：Note Assist）

是一項人工智慧功能，可根據使用者輸入自動生成內容，並提供摘要、編輯與重寫等工具。該功能亦可於可摺疊裝置上使用，利用較大的螢幕進行多工處理與筆記檢閱。
- 即時翻譯（英语：Interpreter）

是一項即時語言翻譯工具，用於面對面交流，並在不同螢幕上分別顯示雙方語言。在可摺疊裝置上，可為每位使用者提供獨立畫面以顯示翻譯內容。

## 外部連結
- 官方网站